# Dietyloditiofosforan amonu
Dietyloditiofosforan amonu – organiczny związek chemiczny z grupy ditiofosforanów, sól amonowa kwasu dietyloditiofosforowego. Używana jest ona jako źródło liganda (C
2H
5O)
2PS−
2 w chemii koordynacyjnej oraz przy oznaczaniu różnych jonów w chemii analitycznej. Związek ten można otrzymać w wyniku reakcji dekasiarczku tetrafosforu z etanolem i wodą amoniakalną. W strukturze krystalicznej tego związku kationy amonowe związane są czterema wiązaniami N−H⋯S z czterema tetraedrycznymi anionami dietyloditiofosforanowymi.